# Ḩeşār-e Qarah Tappeh
Ḩeşār-e Qarah Tappeh (persiska: حصارقره تپّه, Ḩeşār-e Qareh Tappeh) är en ort i Iran.   Den ligger i provinsen Västazarbaijan, i den nordvästra delen av landet, 600 km nordväst om huvudstaden Teheran. Ḩeşār-e Qarah Tappeh ligger 1 302 meter över havet och antalet invånare är 124.
Terrängen runt Ḩeşār-e Qarah Tappeh är kuperad åt sydväst, men åt nordost är den platt. Runt Ḩeşār-e Qarah Tappeh är det ganska tätbefolkat, med 75 invånare per kvadratkilometer. Närmaste större samhälle är Māfī Kandī, 5,1 km sydost om Ḩeşār-e Qarah Tappeh. Trakten runt Ḩeşār-e Qarah Tappeh består i huvudsak av gräsmarker.